# Anamorphinae
Anamorphinae es una subfamilia de coleópteros polífagos.

## Géneros
- Géneros según Biolib:[1]
- Aclemmysa Reitter, 1904
- Acritosoma Pakaluk & Slipinski, 1995
- Afralexia Strohecker, 1967
- Anagaricophilus Arrow, 1922
- Anamorphus Leconte & Horn, 1883
- Anamycetaea Strohecker, 1975
- Asymbius Gorham, 1896
- Austroclemmus Strohecker, 1953
- Baeochelys Strohecker, 1974
- Bystodes Strohecker, 1953
- Bystus Guérin-Ménéville, 1857
- Catapotia Thomson, 1860
- Clemmus Hampe, 1850
- Coryphus Csiki, 1902
- Cyrtomychus Kolbe, 1910
- Dexialia Sasaji, 1970
- Dialexia Gorham, 1891
- Discolomopsis Shockley, 2006
- Endocoelus Gorham, 1886
- Erotendomychus Lea, 1922
- Exysma Gorham, 1891
- Geoendomychus Lea, 1922
- Idiophyes Blackburn, 1895
- Micropsephodes Champion, 1913
- Micropsephus Gorham, 1891
- Mychothenus Strohecker, 1953
- Papuella Strohecker, 1956
- Pararhymbus Arrow, 1920
- Parasymbius Arrow, 1920
- Rhymbillus Reichensperger, 1915
- Rhymbomicrus Casey, 1916
- Symbiotes L. Redtenbacher, 1849